# السامة (فلم)
السامة هو فيلم تونسي صدر سنة 1988 من إخراج المخرجة وكاتبة السيناريو التونسية نجية بن مبروك. يُعد هذا العمل أول فيلم روائي طويل وخيالي من إخراج امرأة صدر في تونس. يتناول الفيلم الموضوعات الجنسانية والتعليم.

## قصة الفيلم
تُعطي الأم (منى نور الدين) ابنتها صبرا (فاطمة خميري) حجرا بيضاويا تغتقد أنه سيحميها من الرجال حتى يوم زفافها. تحتفظ صبرا بالحجر في صندوق المجوهرات الخاص بها لكنها لا تُؤمن بإنه قادر على حمايتها.:382–3 في الوقت ذاته كان يشغل عقل صبرا الشابة الفاتنة كثير من الأمور؛ فيه تخشى على نفسها وعلى مجتمعها من هيمنة الذكور كما لا تعترف بالأدوار التقليدية التي تلعبها المرأة في المجتمع التونسي بل تطمح إلى ما هو أكبر، تطمح إلى التعليم ومواصلة دراستها ومن ثم العمل في وظيفة تليق بها. تسترجع صبرا ذكريات طفولتها وكيف كانت تُحذرها والدتها يوميا ودائماً من الرّجال ومن خطر الاقتراب منهم أو التعرف عليهم. تُحاول صبرا تجاوز كل العقبات في طريقها كما تُحاول قتال نظرة مجتمعها مستعينة بذلك بمجموعة من الطرق والسُبل. تدرس صبرا وتُجهز لامتحاناتها الجامعية على ضوء الشموع، ومع ذلك ترسب بسبب أستاذها الجامعي الذي رفضته حينما حاول التقرب منها والتحرش بها. تُقرر صبرا ترك درستها والهجرة نحو أوروبا بمساعدة من والدتها، هناك تجد نفسها وتجد كل ما كانت تطمح له.

## الإنتاج
في البداية كانت بن مبروك -مُنتجة الفيلم- تُخطّط لإنتاج فيلم وثائقي لكنها واجهت بعض المشاكل في بروكسل وقررت التخلي عن فكرتها هذه بعدما وجدت أن العديد من التونسيين لا يرغبون في التحدث بصراحة عن مشاكلهم.:363 في الفترة ما بين 1979 و1980 شغلت بن مبروك نفسها بكتابة سيناريو فيلم السامة حيث بحثت في الموضوع رفقة مُنتجين وباحثين من الجزائر، بلجيكا وفرنسا لكنهم رفضوا التعاون معها. قرّرت اللجوء إلى شركة الإنتاج الألمانية زي دي اف التي رحبت بفكرتها كما تواصلت مع الشركة التونسية للإنتاج والتنمية السينمائية من أجل دعمها.:380 تم تصوير الفيلم عام 1982 لكن تأخر إصداره بست سنوات وذلك بسبب نزاع من الشركة التونسية. وصفت بن مبروك الشركة في وقت لاحق بأنها «شركة تافهة وتضع شروطا بيروقراطية.»

## ردود الفعل
عُرض الفيلم لأول مرة في مهرجان قرطاج السينمائي حيث أثار الكثير من الجدل والضجة بين المشاهدين وبخاصة صنف الإناث اللاتي احتججن على تصوير الفيلم لممارسات جنسية فاضحة كان يُمكن تجاوزها.:18 وصف أحد النقاد المحليين الفيلم بأنه كسر «المحرمات فب تونس» كما سبر أغوار المعايير المزدوجة.:380–1 بالرغم من كل هذا فقد فازت بن مبروك بجائزة كاليغاري في عام 1989 خلال المنتدى الدولي للسينما الحديثة في مهرجان برلين السينمائي الدولي. أشاد الناقد ماري-بيير ماسيه بالفيلم وبالسيناريو كذلك حيث أكد على أن الكتابة أثرت على المحتوى مما تولد عنها فيلم رائع.

## روابط خارجية
- السامة على موقع IMDb (الإنجليزية)
- السامة على موقع Turner Classic Movies (الإنجليزية)
- السامة على موقع أول موفي (الإنجليزية)
- السامة على موقع قاعدة بيانات الفيلم (الإنجليزية)
- السامة على موقع ليتربوكسد (الإنجليزية)
- السامة على موقع كينوبويسك (الروسية)